# ラブストーリーは突然に
『ラブストーリーは突然に』は、1991年3月25日にフジテレビ系列で放送された単発ドラマ。正式タイトルは『ラブストーリーは突然に Un coup, l'amour arrive...』。

## 概要
柴門ふみ原作の「見合い専科」、林真理子原作の「素敵なボーイ・ミーツ・ガール」、鷺沢萠原作の「卒業」の3本からなるオムニバスドラマで、それぞれの主演は、安田成美、和久井映見、西田ひかるであった。
主題歌は小田和正の「FAR EAST CLUB BAND SONG」（アルバム『Oh! Yeah!』収録）。この曲を書き直したものが「ラブ・ストーリーは突然に」であったと言われている。

## 放送時間
- 月曜21:00 - 22:24（JST）
  - 21:00の月9ドラマ『東京ラブストーリー』と22:00のドラマ『現代推理サスペンス』（関西テレビ制作）は既に終了。21:54の各局別ミニ番組（関東は『くいしん坊!万才』）は22:24に繰り下げ。